# Eliška Mikanová-Urbanová
Eliška Mikanová-Urbanová, křtěná Alžběta (20. března 1879 Kralupy nad Vltavou – 7. dubna 1955 Praha) byla česká malířka, novinářka a výtvarná kritička.

## Životopis
V některých zdrojích je chybně uvedeno datum narození 19. března. Rodiče Elišky byli Emmanuel Urban, závodčí u c. k. zemského četnictva a Františka Urbanová-Ochotná. Měla sestru Olgu Hnátkovou-Urbanovou (6. 11. 1880). Eliška se 20. 8. 1908 provdala v Praze za Jaroslava Mikana (15. 11. 1881 Chrudim – 28. 7. 1948 Hradec Králové) středoškolského pedagoga, odborného spisovatele a hudebního skladatele. Měli spolu dceru Olgu Škodovou-Mikanovou (manžel sochař J. V. Škoda) a syna Ilju Mikana.
Byla žákyní Umělecké průmyslové školy v Praze u profesora Beneše a soukromé malířské školy F. Engelmüllera. Studovala také na Filozofické fakultě Univerzity Karlovy. V letech 1913–1914, 1921 a 1926 absolvovala Eliška studijní cesty do Dalmácie, roku 1924 získala stipendium do Paříže a roku 1927 stipendium do Ženevy a Lyonu.
V roce 1919 vystoupila z církve katolické. Vyučovala kreslení a malování v kurzech i soukromě, byla redaktorkou různých odborných časopisů. Například v časopise Ornamenty – umělecký časopis pro ženské ozdobné práce, vydávaný v Hradci Králové. Za expozici na Hospodářské výstavě byla poctěna bronzovou medailí (Schmidtova cena 1937) od města Prahy, kde přebývala v Dejvicích na adrese Fetrovská 43.

## Dílo

### Obrazy
- Kytice 1939 – olej/plátno, 75 × 66 cm, signováno vpravo dole: E Mikanová 1939[6]
- Slovensko, akvarel – 1939
- Nový svět, akvarel – 1939
- Z Gráfovy zahrady na Malé straně, akvarel – 1939[7]
- Sasanky – olej na plátně, rozměr 45 × 35,5 cm[8]

### Výstavy[6][9][10]
- 1907 Sdružení výtvarníků v Praze, kresby a akvarely, Topičův salon, Praha
- 1913–1918 Hradec Králové, Městské průmyslové muzeum
- 1921–1922 I. výstava uměleckého průmyslu československého, Uměleckoprůmyslové museum, Praha
- 1923–1924. II. výstava uměleckého průmyslu československého, Uměleckoprůmyslové museum, Praha
- 1927 Ženeva
- 1929 Londýn s Ženskou národní radou
- 1935 Lázně Bělohrad
- 1936 Praha, Slovensko, Podkarpatská Rus
- 1938 LXII. členská výstava Sdružení výtvarníků v Praze, Obecní dům, Praha
- 1939 Národ svým výtvarným umělcům, Praha
- 1940–1941 Národ svým výtvarným umělcům, Praha
- 1942 Národ svým výtvarným umělcům, Praha
- 1943 Přehlídka 99ti, Topičův salon, Praha
- 1949 Květina osvěžením pracující ženy: výstava obrazů a užitého umění českých a moravských výtvarných umělkyň, Muzeum, Uherské Hradiště; Dům umění, Olomouc
- 1949 Nové Město nad Metují, Opočno, Dobruška
- 1997 Důvěrný prostor – Nová dálka: Umění pražské secese, Obecní dům, Praha
- 2013–2015 Secese: Vitální umění 1900 – Vital Art Nouveau 1900, Obecní dům, Praha

### Katalogy
- Výstava obrazů E. Mikanové-Urbanové v Síni Elánu, Mazáčovo nakladatelství, Praha II., Spálená 53: Slovensko: Sliač-Lubochňa, Podkarpatská Rus, 1936
- Mizející Praha – Mikanová-Urbanová, Eliška. Monografie. Praha: Topičův salon, 1940[9]
- Výstava obrazů, kreseb a plastik – [Jičínská-Laichterová, Jindřich Hegr, Rocman, Marek, Urbanová-Mikanová]: 1949[9]

## Galerie

Kytice na prostírání  (olej na překližce)
Sasanky (olej na plátně)
Kytice (olej na plátně) 1939